# Serge Mikhaïlovitch de Russie
Serge Mikhaïlovitch de Russie, en russe : Сергей Михайлович Романов (Sergueï Mikhaïlovitch) (7 octobre 1869 à Borjomi - assassiné le 18 juillet 1918 à Alapaïevsk) est un grand-duc de Russie, membre de la Maison Romanov, colonel en 1899, général de division en 1904, général d'artillerie de 1905 à 1915, adjudant-général en 1908, général de cavalerie en 1914 et inspecteur général de l'artillerie de janvier 1916 à mars 1917.

## Biographie
Serge Mikhaïlovitch de Russie naquit le 7 octobre 1869 à Bojormi dans la région du Caucase. Il est le fils du grand-duc Michel et d'Olga Fiodorovna, née princesse de Bade.

### Enfance
Serge Mikhaïlovitch de Russie passa la première année de sa vie dans le Caucase. En 1881, son père fut nommé président du Conseil d'État et cette année-là sa famille s'établit à Saint-Pétersbourg. Le grand-duc reçut une éducation stricte et militaire. Ses parents manifestaient peu d'affection pour leurs enfants. Son père était très occupé par ses fonctions gouvernementales et militaires. Sa mère exigeait de ses enfants une stricte discipline, elle fut une mère distante, n'accordant aucune affection à ses enfants. Comme ses frères, Serge Mikhaïlovitch fut destiné à une carrière militaire. Âgé de deux semaines, il fut inscrit dans une unité militaire qui portait son nom : le 153e régiment d'infanterie Vakousnky de Son Altesse Impériale le grand-duc Serge Mikhaïlovitch. Il lui fut attribué le surnom de « Monsieur Tant Pis »

### Carrière militaire
Serge Mikhaïlovitch se passionnait pour la vie militaire, et effectua son service dans plusieurs régiments. Comme son père, son attirance allait vers l'artillerie et le matériel militaire. Le grand-duc sortit diplômé de l'École d'artillerie Michel et commença sa carrière militaire dans la brigade d'artillerie et de cavalerie de la garde. En 1891, Alexandre III le nomma aide de camp de SMI. En 1899, il fut promu colonel. En 1904, il fut élevé au grade de général de division dans les gardes de la brigade de la Maison de SM l'Empereur. En 1905, il remplaça son père au poste de général d'artillerie, fonction occupée par le grand-duc jusqu'en 1915. Une polémique causa son expulsion pendant la Première Guerre mondiale. En 1908, Serge Mikhaïlovitch de Russie fut nommé adjudant- général. En 1914, il fut promu général de cavalerie. En 1916, le grand-duc remplit les fonctions d'inspecteur général de l'artillerie. Il démissionna de ce poste à la chute de la monarchie, en mars 1917.

### Physique et personnalité

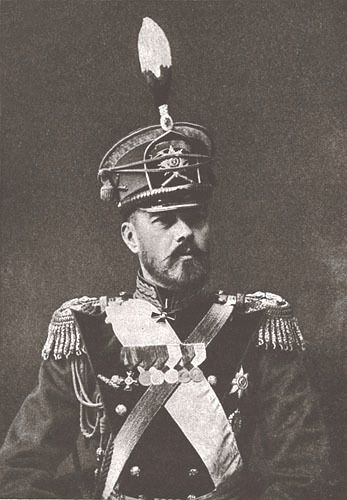
Le grand-duc Serge Mikhaïlovitch pendant la Première Guerre mondiale.

Serge Mikhaïlovitch de Russie était un homme de haute taille, seul enfant du grand-duc Michel à hériter de ses cheveux blonds et de ses yeux bleus. Très tôt, il devint chauve. Physiquement, le grand-duc était jugé comme le moins agréable de la famille. Il possédait un sens aigu du ridicule. influencé par son directeur d'études, le colonel Helmerson, le grand-duc était d'une nature pessimiste. Il avait l'habitude de dire : « Tant pis ! » Il était considéré par beaucoup comme un homme grossier et lunatique, mais c'était à la fois un homme sincère et affectueux qui aimait la simplicité. Il affectait d'ignorer son rang d'Altesse impériale et était facilement accessible. Le grand-duc resta célibataire. Il résida avec son père, puis avec son frère aîné dans un palais près de la perspective Nevski, le nouveau palais Michel à Saint-Pétersbourg. Serge Mikhaïlovitch de Russie utilisait une bicyclette pour rendre visite à ses frères les grands-ducs Georges et Nicolas qui demeuraient dans les autres ailes de l'immense palais.

### Passions et loisirs
Contrairement à ses frères, le grand-duc Serge Mikhaïlovitch s'intéressait beaucoup aux mathématiques et à la physique, passion qui coïncidait avec celle qu'il avait pour l'artillerie. Son attrait pour l'art se limitait uniquement au chant de chorale. Il forma un chœur d'amateurs d'une soixantaine de voix et de quelques chanteurs professionnels. Cette chorale fut dirigée par le professeur du Théâtre impérial, Kassatchenko. Durant une décennie, chaque lundi soir, cette chorale se réunissait au palais du grand-duc. La Guerre russo-japonaise de 1904-1905 y mit un terme.

### Fortune
Comme tous les grands-ducs de Russie, Serge Mikhaïlovitch était immensément riche. En plus de son revenu annuel grand-ducal s'élevant à 200 000 roubles, le grand-duc percevait également les revenus d'une vaste propriété comprenant un pavillon de chasse situé à 60 kilomètres de Saint-Pétersbourg. Au décès de son père survenu le 18 décembre 1909, sa fortune s'accrut considérablement.

### Ménage à trois

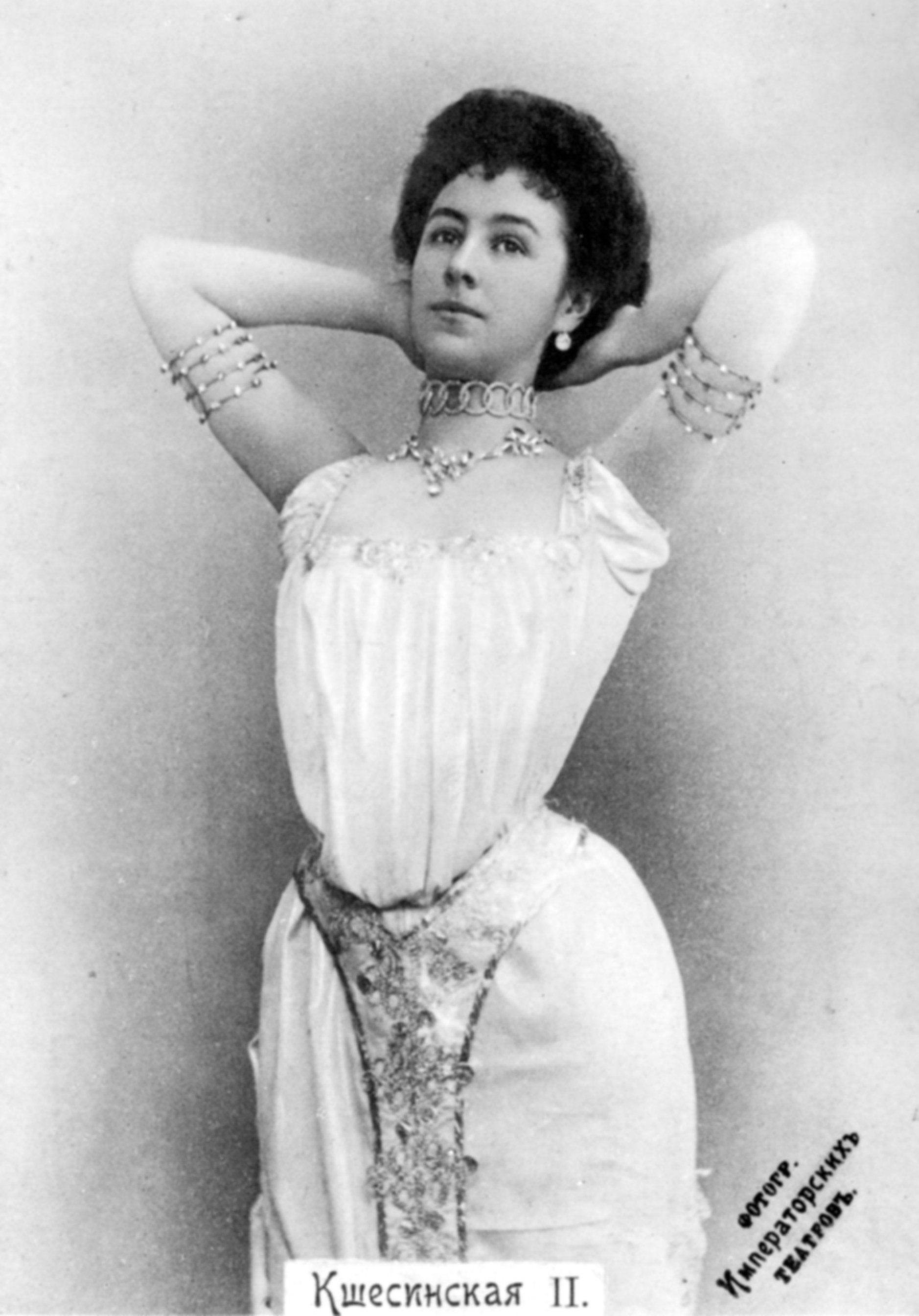
Mathilde Kschessinskaïa.

Au début des années 1890, Serge Mikhaïlovitch de Russie fut particulièrement proche de son frère Alexandre. Ils voyagèrent aux Indes, mais durent arrêter leur voyage à Bombay, car leur mère venait de décéder le 12 avril 1891. Les deux frères s'éprirent aussi de leur cousine, la grande-duchesse Xénia. Le 6 août 1894, la grande-duchesse épousa le grand-duc Alexandre.
Pendant la dernière année du règne d'Alexandre III, Serge Mikhaïlovitch et ses frères furent les meilleurs compagnons du futur tsar Nicolas II. Cette amitié cessa en 1894, lors du mariage et de l'accession au trône impérial du tsarévitch Nicolas Alexandrovitch.
Nicolas alors prince héritier rompit en effet avec sa maîtresse, la célèbre ballerine Mathilde Kschessinska, et demanda à Serge Mikhaïlovitch de prendre soin d'elle. À partir de 1894, le grand-duc alors âgé de vingt-cinq ans devint donc le protecteur de la ballerine. Il fut très généreux avec sa maîtresse. En 1895, le grand-duc fit pour Mathilde l'acquisition d'une datcha située à Strelna. Ambitieuse, la ballerine utilisa ensuite ses liens avec les membres de la famille Romanov pour promouvoir sa carrière. Le grand-duc, qui était président de la Société des théâtres impériaux de Russie, joua un rôle considérable dans l'obtention pour Mathilde des meilleurs rôles au sein du ballet impérial. Malgré les largesses et les attentions de Serge Mikhaïlovitch à l'égard de la ballerine, celle-ci n'éprouvait pas de grande passion pour lui. Le grand-duc resta son ami dévoué jusqu'à la fin de sa vie. Il ne se maria jamais et trouva auprès de sa maîtresse et de son fils un substitut de vie de famille.
En février 1900, Mathilde Kschessinska fit la rencontre du grand-duc André dont elle s'éprit. Serge Mikhaïlovitch toléra cette situation en restant un ami proche et fidèle de la ballerine, mais la relation entre les deux grand-ducs était tendue. Ils tentaient l'un et l'autre de s'éviter, tout en partageant la même femme. Cet état de chose dura près de vingt ans. Le ménage à trois devint plus complexe lors de la naissance du fils de Mathilde, Vladimir, le 18 juin 1902. Chacun des deux grands-ducs revendiqua la paternité de l'enfant que l'on surnommait « Vova ». Il reçut par la suite le patronyme de Serge, mais il ne fut jamais reconnu comme membre de la famille impériale. Ce n'est qu'en 1911 qu'il put porter le nom de prince Alexandre Romanovsky-Krassinsky, sans faire partie de la famille. Le certificat de naissance démontre la paternité de Serge Mikhaïlovitch de Russie, mais à ce jour la question sur la véritable identité du père de Vladimir Sergueïevitch n'est pas élucidée. Cependant, les différentes sources attribuent la paternité au grand-duc André Vladimirovitch, car l'enfant avait une forte ressemblance avec ce dernier.
En 1908, la comtesse Barbara Vorontzova-Dachkova, veuve du comte Ivan Vorontzov-Dachkov donna naissance en Suisse à un garçon nommé aussitôt Alexandre von Dehn. L'enfant semble avoir été le fils de Serge Mikhaïlovitch de Russie. L'enfant fut adopté par Sophie von Dehn, dont la grand-mère était une fille illégitime de Nicolas Ier de Russie. Sophie von Dehn et Alexandre s'installèrent en Italie où l'époux de celle-ci était attaché dans la Marine. Alexandre von Dehn se maria deux fois et décéda aux États-Unis le 23 avril 1979.

### Première Guerre mondiale
En 1913, au cours d'une visite en Allemagne et en Autriche, Serge Mikhaïlovitch de Russie constata que les deux empires avaient fort développé leurs armées et fut convaincu qu'ils se préparaient pour la guerre. À son retour en Russie, le grand-duc en informa les ministres, mais il ne fut pas entendu. Il fut victime à l'été 1914, juste avant l'entrée de la Russie dans la Première Guerre mondiale, d'une crise de rhumatisme articulaire aigu alors qu'il roulait à Tchita, près du lac Baïkal. À son retour, sa maladie se compliqua d'une grave pleurésie et il resta alité pendant cinq mois.
Après avoir été déclaré apte à reprendre du service, il fut nommé inspecteur général de l'artillerie et rattaché au quartier-général. Il se rendit à Arkhangelsk afin de vérifier l'envoi des munitions par les Alliés pendant la période critique de la crise des obus de 1915.
Comme chef du Département de l'artillerie, le grand-duc fut très critiqué. Le lieutenant-colonel Jacques Langlois, de la mission militaire française, écrit que Serge « appartient à cette catégorie d'esprits imperfectibles, à qui ses mois de guerre n'ont absolument rien appris ». Il fut aussi attaqué par le président de la Douma, Michel Rodzianko. La négligence et la corruption régnaient dans le Département de l'artillerie. Un scandale éclata à propos de contrats passés par le Département de l'artillerie. Mathilde Kschessinska fut accusée de privilégier des commandes pour des entreprises recherchant des gains financiers. Le grand-duc fut blâmé pour s'être abstenu de dénoncer une bande de voleurs et avoir protégé ses relations avec sa maîtresse. Une commission spéciale enquêta sur le Département de l'artillerie et, en janvier 1916, Serge Mikhaïlovitch de Russie dut démissionner de son poste de chef du Département de l'artillerie. Par la suite il fut nommé inspecteur général de l'artillerie de campagne à la Stavka. Chaque jour, il côtoyait Nicolas II au quartier général. Concernant l'issue de la guerre, le grand-duc devint de plus en plus pessimiste, mais il ne put exercer aucune influence sur Nicolas II, car le tsar n'accordait sa confiance qu'à peu de personnes, dont son épouse l'impératrice Alexandra. Celle-ci n'aimait guère le grand-duc. Elle connaissait les différentes rumeurs au sujet de la corruption qui avaient, à ses yeux, sérieusement entaché la réputation du grand-duc, et le tenait au nombre de ses ennemis. L'impératrice pressa son époux d'exiger la démission du grand-duc du département de l'artillerie. Le scandale des pots-de-vin perdura dans les dernières années de la Russie impériale.
Le grand-duc, qui était la majeure partie du temps à la Stavka, devint plus prudent et tenta de s'éloigner de Mathilde Kschessinska.

### Révolution russe
Le grand-duc Serge Mikhaïlovitch de Russie était à Moguilev, puis à Pskov, à l'abdication de Nicolas II le 2 mars 1917. Pendant les premiers mois du gouvernement provisoire, le grand-duc, sur les conseils de son frère Nicolas, demeura volontairement exilé à Moguilev, en raison des soupçons de corruption pesant sur lui. Après vingt-deux ans de vie de famille avec sa maîtresse, le grand-duc résista pourtant à la pression de son frère lui conseillant de rompre avec elle.
Serge Mikhaïlovitch de Russie retourna à Petrograd au début de juin 1917. Il resta dans l'ancienne capitale impériale pendant la période du gouvernement constitutionnel, et vécut avec son frère Nicolas au Palais Michel. Il proposa à Mathilde Kschessinska de venir le rejoindre au palais, mais elle refusa cette offre, pour rejoindre le grand-duc André dans le Caucase. Le 13 juillet 1917, les grands-ducs Georges et Nicolas Mikhaïlovitch de Russie l'accompagnèrent à la gare pour lui faire leurs adieux.

### Captivité
Après la prise de pouvoir par les Bolcheviks en novembre 1917, les journaux de Petrograd publièrent un décret émanant de la Tcheka, selon lequel chaque membre masculin de la famille Romanov était tenu de s'inscrire au bureau de la police secrète. Au commencement, ils furent tenus de ne pas quitter la ville de Petrograd. En mars 1918, les membres de la famille Romanov inscrits furent de nouveau convoqués pour être envoyés en exil à l'intérieur de la Russie.

#### Exil à Viatka
Serge Mikhaïlovitch de Russie fut exilé à Viatka, petite bourgade située aux pieds des montagnes de l'Oural. Une valise à la main, le grand-duc arriva à la gare dans l'après-midi du 4 avril 1918, accompagné de son secrétaire personnel, Feodor Remez, et des trois fils du grand-duc Constantin Constantinovitch de Russie, les princes Ioann, Igor et Constantin, ainsi que du fils du grand-duc Paul, le jeune prince Paley. À 19 heures, le train quitta Petrograd et prit la direction de la Sibérie Orientale à destination de Viatka. Le grand-duc et ses compagnons furent installés dans une petite maison. Bien que quasiment prisonniers, ils furent autorisés à circuler librement autour de la ville et purent assister aux services religieux dans une église des environs. Après onze jours de semi-captivité, leur situation changea.

#### Exil à Ekaterinbourg
Le 30 avril 1918, les prisonniers furent transférés à Iekaterinbourg sur ordre du soviet régional de l'Oural. Durant les trois jours de voyage ils traversèrent la forêt de l'Oural et arrivèrent le 3 mai 1918 à l'hôtel du Palais Royal. Quelques jours plus tard, la grande-duchesse Élisabeth accompagnée de son amie, sœur Varvara Yakovleva les rejoignit. Les prisonniers bénéficièrent d'une certaine liberté. Malgré la présence de Nicolas II, de son épouse et de ses enfants à la maison Ipatiev, les détenus ne purent établir aucun contact avec la famille impériale déchue. Le 18 mai 1918, ils furent emmenés dans une ville du nord de l'Oural : Alapaïevsk et arrivèrent à destination après deux jours de voyage en train.

#### Exil à Alapaïevsk
Les membres de la famille Romanov furent installés dans l'école désaffectée Napolnaïa, située à la lisière de la ville. L'école était composée de six chambres. Le mobilier de base étant insuffisant, chaque détenu reçut un lit en fer. Ils furent autorisés à se promener dans les salles de classe, mais furent dans l'obligation d'organiser eux-mêmes leur vie. Serge Mikhaïlovitch de Russie partageait sa chambre avec Feodor Remez et le jeune prince Paley. Bien que les prisonniers fussent placés sous la stricte surveillance des gardes de l'Armée rouge, ils étaient autorisés à se promener en ville, à échanger quelques paroles avec les habitants, et à assister aux services religieux les jours de fête.
Les prisonniers passèrent de longs moments à Alapaïevsk. Ils plantaient des fleurs, cultivaient des légumes près de l'école où ils passaient de longues heures à travailler. Les jours de pluie, les membres de la famille Romanov se lisaient des romans les uns aux autres. Peu à peu, le régime se durcit, et ils ne furent plus autorisés à se promener. L'école fut entourée par une clôture en fil de fer barbelé et de petites tranchées creusées dans le sol. Deux semaines plus tard, les prisonniers furent exécutés.

### Assassinat
Un témoin oculaire, Vassili Riabov, assista à l'assassinat des membres de la famille Romanov à Alapaïevsk. Il se souvient :
« C'était la nuit du 17 juillet au 18 juillet 1918, lorsque nous étions sûrs que toute la ville était endormie, nous nous sommes glissés par la fenêtre du bâtiment de l'école. Personne ne remarqua notre présence, ils étaient déjà tous endormis. Nous sommes restés devant la porte ouverte dans le bâtiment où les femmes dormaient, ils les réveillèrent leur disant de se rhabiller calmement, car ils devaient être emmenés dans un lieu plus sûr en raison de la possibilité d'une attaque armée. Elles ont obéi en silence. Nous leur avons lié les mains derrière le dos et ensuite, les yeux bandés, elles ont été installées dans une charrette qui attendait devant l'école et envoyées vers leur destination. Après cela, nous sommes allés dans les chambres occupées par les hommes. Nous leur avons dit la même histoire que nous avions dite aux femmes. Les jeunes princes Constantinovtich, le jeune prince Paley obéirent docilement. Nous avons pris avec eux le couloir. Les yeux bandés, les mains liées derrière le dos, nous les avons mis dans une autre charrette. Nous avions auparavant décidé que les charrettes ne devraient pas aller ensemble. Le seul à tenter à s'opposer à nous fut le grand-duc Serge Mikhaïlovitch. Physiquement, il était plus fort que les autres. Nous avons dû lutter contre lui. Il nous a dit catégoriquement qu'il n'allait nulle part, car il savait qu'ils allaient être tués. Il s'est barricadé derrière l'armoire et nos efforts pour le faire sortir ont été vains. Nous avons perdu un temps précieux. J'ai finalement perdu patience et on a tiré sur le grand-duc. Cependant, j'ai seulement tiré avec l'intention de le blesser légèrement et de l'effrayer un peu. Je l'ai blessé au bras. Il n'a pas résisté davantage. Je lui ai tenu la main et lui ai bandé les yeux. Nous l'avons mis dans la dernière charrette et mis à l'écart. Nous étions pressés, le jour allait poindre. Sur le chemin, le grand-duc à nouveau répétait qu'il savait qu'ils allaient être tués. « Dis-moi pourquoi » ? a-t-il demandé « Je n'ai jamais été impliqué dans la politique, j'ai aimé le sport, joué au billard, je me suis intéressé à la numismatique ». Je l'ai rassuré du mieux que je pouvais, même si j'étais moi-même très agité par tout ce que j'avais vécu cette nuit-là. En dépit de son bras blessé, le grand-duc ne s'est pas plaint. Enfin, nous sommes arrivés à la mine. Le puits n'était pas très profond et il s'est avéré que le bord n'était pas couvert d'eau. »
Les yeux bandés, les membres de la famille Romanov, Feodor Remez et sœur Varvara Yakovleva reçurent l'ordre de marcher sur une traverse placée au-dessus du puits de mine. Le grand-duc, l'homme le plus âgé du groupe, fut le seul à désobéir. Il se jeta sur les gardes qui le tuèrent immédiatement et son corps fut jeté dans le puits. Ses proches furent frappés à la tête et jetés encore en vie dans le puits. Deux grenades à main furent lancées par la suite. L'ouverture de la mine fut remplie de broussailles sèches.

### La remontée des corps
Malgré cette tentative, les victimes étaient encore en vie. Après le départ des bolcheviks, un homme des environs s'approcha discrètement du puits et entendit un chant religieux s'élevant des profondeurs du puits.
Le 27 septembre 1918, l'armée de l'amiral Koltchak, commandant l'Armée blanche prit la ville d'Alapaïevsk. Le 6 octobre 1918, le policier T. Malchikov donna l'ordre de rechercher les cadavres. Les investigations pour retrouver les corps, suivant les témoignages des habitants d'Alapaïevk, furent entreprises autour des puits de mine. Le 19 octobre 1918, on retrouva une casquette ayant appartenu à l'un des princes, puis le lendemain, on retrouva le lieu du supplice. Pendant quatre jours, les hommes remontèrent un à un les corps.
- Le 21 octobre 1918 : la dépouille du secrétaire du grand-duc ;
- Le 22 octobre 1918 : les dépouilles de sœur Varvara Yakovleva, du prince Paley ;
- Le 23 octobre 1918 : Les dépouilles des princes Constantin et Igor, ainsi que celle du grand-duc ;
- Le 24 octobre 1918 : Les dépouilles de la grande-duchesse Élisabeth et du prince Ioann.

L'identification des corps fut effectuée en se basant sur les vêtements portés et les papiers trouvés dans leurs poches. Les enquêteurs de l'Armée blanche ne possédaient ni dossiers médicaux, ni fichiers dentaires. Onze semaines dans la mine avaient modifié l'apparence physique des victimes. L'autopsie révéla que le grand-duc avait une ecchymose sur le côté gauche de la tête, mais son décès avait été causé par une blessure par balle sur le côté droit de la tête.
Les autopsies terminées, les corps furent lavés, recouverts d'un linceul blanc et placés dans des cercueils en bois. Un service funèbre fut donné pour chacun d'entre eux et ils furent inhumés dans la crypte de la cathédrale d'Alapaïevsk. Huit mois plus tard, la retraite de l'Armée blanche devenant évidente, les cercueils furent transportés à Irkoutsk, où ils demeurèrent six mois. Mais l'avancée de l'Armée rouge les obligèrent à transporter les cercueils vers l'Est. En avril 1920, les cercueils transportés à Pékin furent placés dans la crypte de la chapelle de la mission russe. Par la suite l'église fut démolie. Les cercueils seraient toujours en place, enfouis sous un parking.

## Canonisation et réhabilitation
En 1981, le grand-duc Serge Mikhaïlovitch de Russie fut canonisé comme nouveau martyr par l'Église orthodoxe à l'étranger. En 2000, après bien des débats, l'Église orthodoxe de Russie le déclara martyr de l'oppression de l'Union soviétique. Le grand-duc Serge Mikhaïlovitch de Russie fut réhabilité le 6 juin 2009.

## Généalogie
Serge Mikhaïlovitch de Russie appartient à la quatrième branche issue de la première branche de la Maison d'Oldenbourg-Russie (Holstein-Gottorp-Romanov), elle-même issue de la première branche de la Maison d'Holstein-Gottorp. Ces trois branches sont issues de la première branche de la Maison d'Oldenbourg.

## Recherche des dépouilles des suppliciés d'Alapaïevsk
Le 23 juin 2009, le représentant de la famille Romanov en Russie, Ivan Artsichevsky envisage le retour des dépouilles des suppliciés d'Alapaïevsk en Russie. Des historiens chinois et russes travaillent conjointement pour situer l'emplacement exact de l'église où furent inhumés en 1957 les restes des victimes.

## Les sept suppliciés d'Alapaïevsk

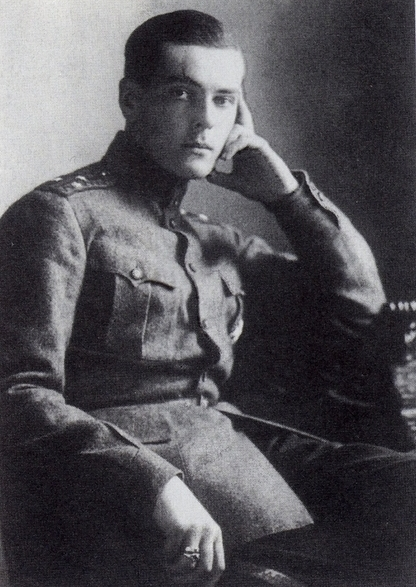
Vladimir Pavlovitch Paley (21 ans).
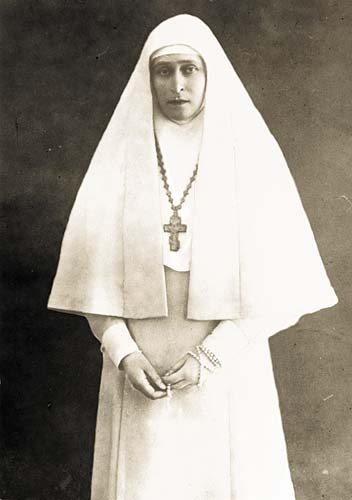
La grande-duchesse Élisabeth (53 ans).
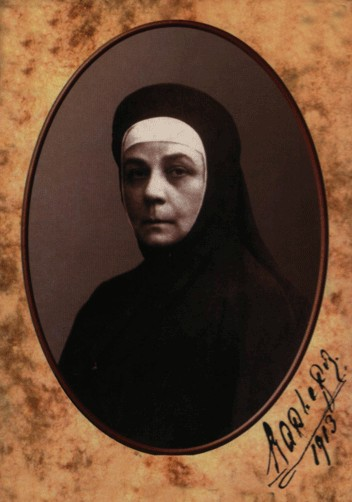
Sœur Varvara Yakovleva (35 ans).
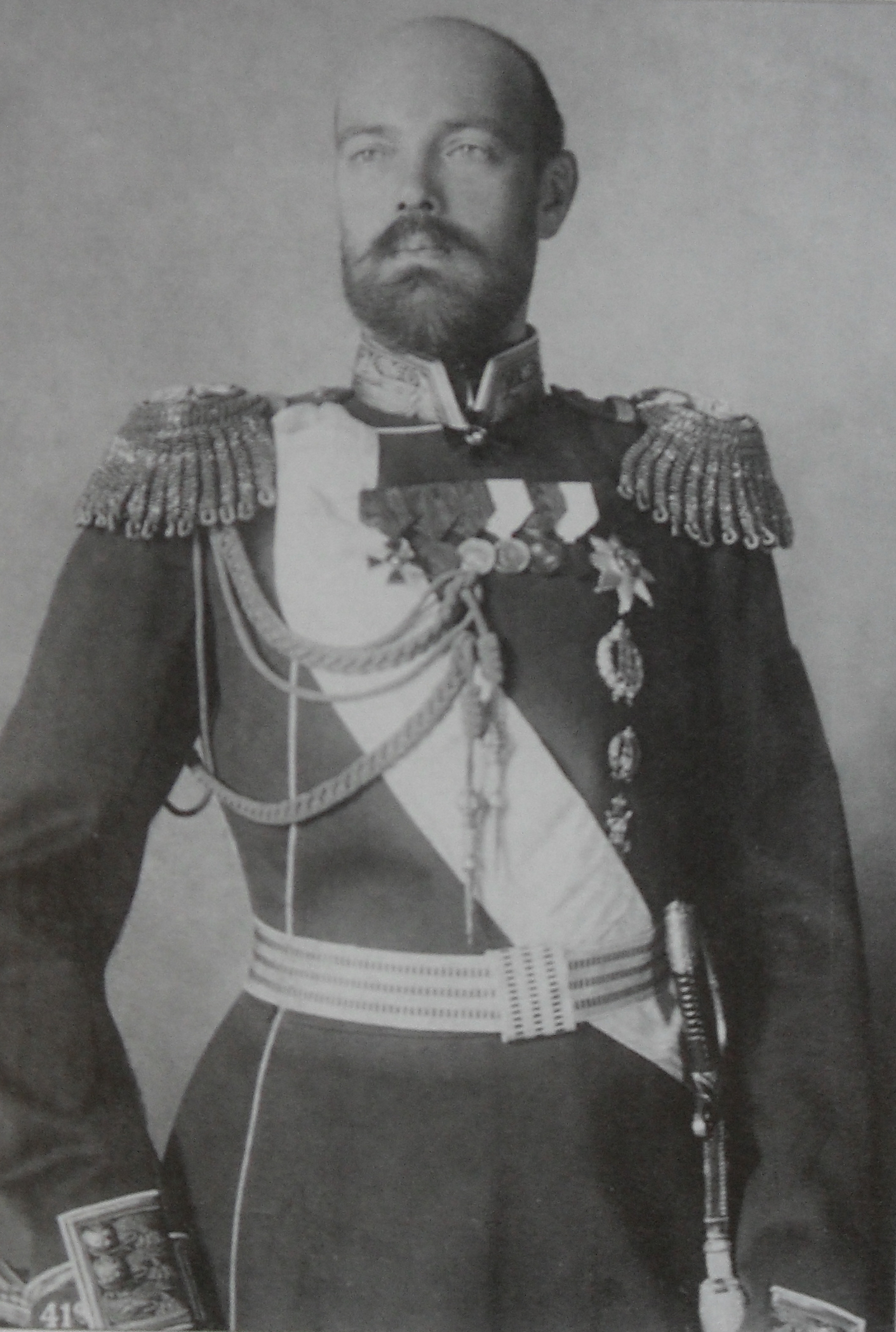
Le grand-duc Sergeï Mikhaïlovitch de Russie (48 ans).
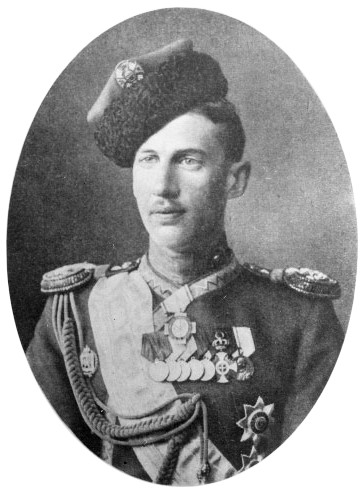
Le prince Ioann Constantinovitch de Russie (32 ans).
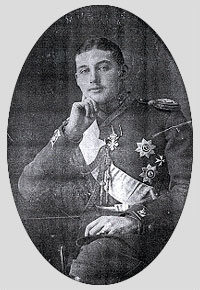
Le prince Constantin Konstantinovitch de Russie (27 ans).
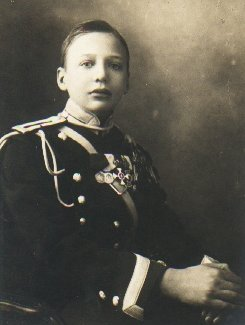
Le prince Igor Constantinovitch de Russie (24 ans).